# مت گری (بازیکن فوتبال، زاده۱۹۸۱)
مت گری (انگلیسی: Matt Gray؛ زادهٔ ۱۶ سپتامبر ۱۹۸۱) بازیکن فوتبال است.